# فلوموكسيف
فلوموكسيف (Flomoxef) هو مضاد حيوي دواء ذو اسم دولي غير مسجل الملكية وذلك من قبل منظمة الصحة العالمية (WHO). بنيته oxacephem. يصنف على أنه إما سيفالوسبورين جيل ثاني أو رابع. and fourth-generation. هذا الاختراع ينتمي إلى مجال الادوية، ولا سيما إلى الحلقة غير المتجانسة التي تحتوي على النيكل والهيدروجين بيرولو.
فلوموكسيف هو مضاد حيوي سيفاميسين مع مجموعة difluoromethylthio-acetamido في موقع 7 بيتا من نواة cephem، وتستخدم عادة للوقاية بعد الجراحة. فلوموكسيف لديه نشاط ضد البشرات، العقديات، propionibacteria، ومقاومة للميثيسيلين على حد سواء و-susceptible المكورات العنقودية الذهبية.

## الاستخدام الطبي
له فعالية ضد الجراثيم سلبية الغرام كما الجيل الثالث للcephems, لكن الفلوموكسيف فعال ضد الجراثيم إيجابية الغرام أيضا (خاصة المكورات العنقودية الذهبية المقاومة للميثيسيلين.
تراكيزه اللاسمية عالية، وتوزعه في سوائل الجسم والأنسجة جيد. نصف عمره في البلازما 50 دقيقة.
يطرح الدواء عن طريق البول بشكل غير متبدل، حيث يطرح 85% منه خلال 6 ساعات.